# 2e Europese Filmprijzen
De 2e uitreiking van de Europese Filmprijzen, waarbij prijzen werden uitgereikt in verschillende categorieën voor Europese films, vond plaats op 25 november 1989 in de Franse hoofdstad Parijs.

## Nominaties en winnaars

#### Beste film
- Landschap in de mist - Theo Angelopoulos
  - Eldorádó - Géza Bereményi
  - High Hopes - Mike Leigh
  - Magnús - Þráinn Bertelsson
  - Malen'kaja Vera - Vasilij Picul
  - Recordações da Casa Amarela - João César Monteiro

#### Beste film - jonge filmmakers
- 300 mil do nieba - Maciej Dejczer
  - Le brouillard - Zülfü Livaneli
  - Kuduz - Ademir Kenovic
  - My Left Foot - Jim Sheridan
  - Nuovo cinema Paradiso - Giuseppe Tornatore
  - Scandal - Michael Caton-Jones
  - Wallers letzter Gang - Christian Wagner

#### Beste acteur
- Philippe Noiret - Nuovo cinema Paradiso & Life and Nothing But
  - Davor Dujmovic - Dom za vesanje
  - Károly Eperjes - Eldorádó
  - Daniel Day-Lewis - My Left Foot
  - Jozef Króner - Ti, koyto si na nebeto

#### Beste actrice
- Ruth Sheen - High Hopes
  - Snezana Bogdanovic - Kuduz
  - Natalya Negoda - Malen'kaja Vera
  - Corinna Harfouch - Treffen in Travers
  - Sabine Azéma - La vie et rien d'autre

#### Beste regisseur
- Géza Bereményi - Eldorádó
  - Maciej Dejczer - 300 mil do nieba
  - Vasilij Picul - Little Vera
  - Jim Sheridan - My Left Foot
  - Theo Angelopoulos - Landschap in de mist

#### Beste scenario
- Mariya Khmelik - Little Vera
  - Maciej Dejczer & Cezary Harasimowicz - 300 mil do nieba
  - Géza Bereményi - Eldorádó
  - Þráinn Bertelsson - Magnús
  - Theo Angelopoulos, Tonino Guerra & Thanassis Valtinos - Landschap in de mist

#### Beste cinematografie
- Ulf Brantas & Jörgen Persson - Kvinnorna pa taket
  - Giorgos Arvanitis - Landschap in de mist
  - Sándor Kardos - Eldorádó
  - Krzysztof Ptak - 300 mil do nieba
  - Yefim Reznik - Little Vera

#### Life Achievement Award
- Federico Fellini